# 夏壽康
夏壽康（1871年—1923年），字受之，號仲膺。湖北黃岡倉埠鎮（今屬新洲）人。中国法学家，清朝及中华民国政治人物。

## 生平
夏壽康的父亲是夏耀奎，外甥是万耀煌。光緒二十九年（1903年），夏壽康中進士，授翰林院編修。1907年，他被派到日本考察政治。1909年，湖北諮議局成立，夏壽康任副議長。
武昌起義后，他參加諮議局會議。中華民國軍政府鄂軍都督府成立後，他擔任政事部副部長，后調任中華民國軍政府鄂軍都督府顧問。1912年6月，他任湖北民政司長，10月改任民政長，后改巡按使。1913年，他改任國務院銓敘局局長。1914年初，他擔任政治會議委員，5月轉任肅政廳肅政史。1915年12月，袁世凱稱帝時，他授少卿，1916年1月3日進敘一等。1917年，他擔任平政院院長，後來轉任總統府秘書長，協調府院之爭。1917年8月，他任司法部懲戒委員會委員長。1920年，他擔任湖北省長。在任僅150天便被湖北督軍王占元排擠而辭職。北洋政府調其任河工督辦，未就任。1923年，他在北京病逝。